# Титкова, Наталья Витальевна
Наталья Витальевна Титкова (род. 15 октября 1970) — российская футболистка, полузащитник. Мастер спорта России международного класса (2002).

## Биография
В 1992 году играла за московский «Спартак-Преображение». Вместе с командой дошла до финала Кубка России, где «Спартак» уступил «Интерросу» (4:5). С 1994 по 1995 год являлась футболисткой «Чертаново-СКИФ», выступавшем в чемпионате России. Окончила Московскую государственную академию физической культуры в 1998 году. В 2003 году выступала за «Анненки». Клуб впервые вышел в высший дивизион, однако по итогам сезона 2003 года вернулся обратно в первый дивизион. В следующем сезоне выступала за реутовский «Приалит».
В 2007 году вернулась в «Чертаново». По итогам сезона 2007 года клуб занял последнее девятое место и вылетел в первый дивизион. Параллельно с игрой в большой футбол Титкова выступала за «Чертаново» чемпионате России по мини-футболу. В сезоне 2007/08 она стала лучшим бомбардиром команды, забив 31 мяч.
C 2002 года занимается тренерской деятельностью. Являлась тренером в «Приалите» и «Чертаново». Среди её воспитанниц — Ксения Джиникашвили, Татьяна Воронко, Нелли Коровкина, Юлия Бочаркина, Анастасия Березина. В 2018 году привела команду 2006 года рождения к победе на турнире в Болгарии.
Кроме того, являлась главным тренером мини-футбольного клуба «Чертаново».
В 2013 году входила в тренерский штаб сборной России до 15 лет.

## Достижения
«Спартак-Преображение»
- Финалист Кубка России: 1992